# Jason Lindner

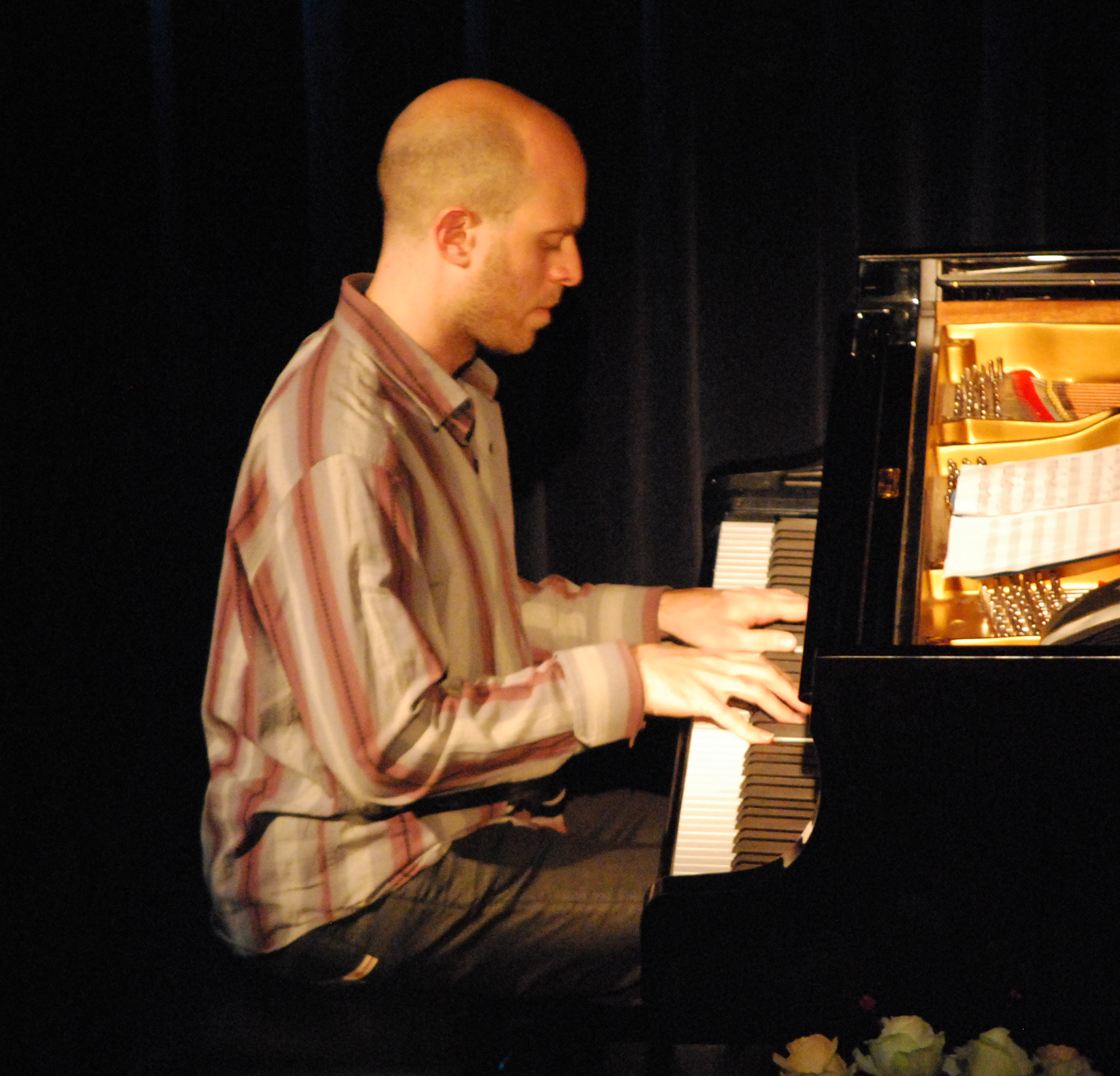
Jason Lindner in 2009, in Innsbruck

Jason Lindner (1 februari 1973) is een Amerikaanse jazz-pianist, keyboard-speler, arrangeur, componist en bigband-leider.
Lindner begon rond zijn tweede met de piano, toen hij zeven was kreeg hij echt les. Hij studeerde aan LaGuardia High School of Music and Art en Mannes College The New School for Music. Hij had tevens les van Barry Harris. Hij was vanaf 1994 de huispianist van Smalls Jazz Club in New York, waar hij in de loop van de tijd ook ging spelen met een bigband. In 2000 kwam van deze groep een cd uit. In die tijd ging hij tevens werken met een kwintet. In 2004 begon hij een elektrische groep met onder meer Avishai Cohen (trompet). In 2006 ging hij de groep Now Vs. Now leiden, dat nog meer ging experimenteren en muziek bracht die ook anderen dan jazzliefhebbers kon bekoren. In 2009 haalde Lindner de eerste plaats bij de poll van het blad Down Beat onder de critici in de categorie Big Band Rising Star.
Michael G. Nastos vergelijkt Lindner's bigbandwerk met de muziek van Maria Schneider, Toshiko Akiyoshi en Carla Bley.
Lindner speelde mee op albums van Anat Cohen, Omer Avital, Claudia Acuña, Donny McCaslin en Dafnis Prieto. Voor Acuña was Lindner ook actief als muzikaal leider en arrangeur.

## Discografie
- Premonition (met bigband), Stretch Records,1998
- Live/UK (met kwartet), Sunnyside Records, 2001
- 1,2,3, Etc. (met trio), Fresh Sound Records. 2001
- Ab Aeterno (met trio),Fresh Sound, 2004
- Live at the Jazz Gallery (met bigband), Anzic Records, 2007
- Now Vs. Now (met trio, op enkele nummers uitgebreid met anderen), Anzic, 2008
- Earth Analog (met Now Vs. Now), Now Vs. Now, 2013

- Bibliothèque nationale de France: cb14199564j (data)
- Gemeinsame Normdatei: 135167256
- International Standard Name Identifier: 0000 0000 8098 0555
- Library of Congress Control Number: n2002075322
- MusicBrainz: 123b8c85-d6fc-423f-a0ff-bab7671bcb39
- Virtual International Authority File: 19043725
- WorldCat: E39PBJrwV33QK96PYhBDcb6VG3